# Đại Thoại Tây Du Online II
Đại Thoại Tây Du Online II (tiếng Trung: 大话西游 Online II) là tựa game MMORPG do hãng NetEase đồng phát triển và điều hành. Game được phát hành vào tháng 8 năm 2002, vận hành trong khoảng thời gian ngắn thì lại dính vào sự cố kỹ thuật nghiêm trọng và bị đóng cửa để nhà phát triển làm lại, về sau được mở lại vài tháng với tên gọi Đại Thoại Tây Du I. Một MMORPG khác mang tên Mộng Ảo Tây Du sử dụng cùng một engine với phong cách đồ họa khác. Mộng Ảo Tây Du là một trong những tựa game trực tuyến phổ biến nhất ở Trung Quốc, với số lượng người dùng đồng thời cao nhất tính đến tháng 3 năm 2005 và với hơn 56 triệu tài khoản đăng ký, được xếp vào loại ba tựa game MMORPG hàng đầu tại Trung Quốc vào thời điểm đó. Người dùng đã đăng ký đạt 83 triệu vào tháng 7 năm 2006.
Nội dung của trò chơi lấy cảm hứng từ tác phẩm văn học cổ điển Trung Quốc Tây Du Ký. Mộng Ảo Tây Du cùng với Đại Thoại Tây Du II đều được coi là một trong những trò chơi điện tử có doanh thu cao nhất mọi thời đại, đạt doanh thu cả đời ước tính 6,5 tỷ đô la Mỹ, tính đến năm 2019 và có 400 triệu người dùng vào năm 2015. Không giống như nhiều MMORPG của phương Tây, trò chơi có chủ đề khỏa thân và chống tôn giáo nổi bật.  "Đại Thoại Tây Du II" đã vấp phải tranh cãi khi Đảng Cộng sản Trung Quốc ra lệnh đóng cửa trong vài tháng do xuất hiện những lời chỉ trích đảng trong game.